# 大山忍
大山 忍（おおやま しのぶ、1957年（昭和32年）6月5日 - ）は、日本の政治家。埼玉県八潮市長（3期）。元埼玉県議会議員（4期）。

## 概要
埼玉県南埼玉郡八潮村（現・八潮市）生まれ。八潮町立第三小学校（現・八潮市立八幡小学校）に入学し、草加市立高砂小学校、早稲田中学校・高等学校を経て、成蹊大学工学部卒業。
大学時代はサッカー部に所属し、卒論は「宇宙ロケットとNASAについて」。
大学卒業後、機械メーカーのアマダでの勤務を経て、1986年から埼玉県選出の国会議員秘書を12年経験。
1997年に八潮に戻り、家業の農業を継ぐ。
2000年、埼玉県議会議員選挙に初当選（4期連続当選）。総務県民生活委員会委員、公社事業対策特別員会委員、八潮市体育協会会長を務める。県議時代は自由民主党に所属した。
2013年7月、八潮市の発展を目指す市民中心の政策グループ「新しい八潮を創る市民の会」政策委員長に就任。
2013年7月25日、埼玉県議会議員を辞職。同年9月8日の八潮市長選挙に立候補。1万9717票を獲得し、自民党の推薦を受けた元市議の大久保龍を破り初当選した。投票率は、46.03％。2017年、無投票で再選。
2021年9月5日投開票の市長選挙で日本共産党推薦候補を破り3選。